# زبرات
زبرات (به لاتین: Zabrat) یک منطقهٔ مسکونی در جمهوری آذربایجان است که در Sabunçu واقع شده‌است. زبرات ۲۲٬۴۹۷ نفر جمعیت دارد.